# Jami (Togo)
Pour les articles homonymes, voir Jami (homonymie).
Ne doit pas être confondu avec Djami.
Jami est une ville du Togo.

## Géographie
Jami est situé à environ 84 km de Dapaong, dans la région des Savanes.

## Vie économique
- Coopérative paysanne

## Lieux publics
- École secondaire